# Большой Пунгул
Большой Пунгул (Пунгул, Большой Пунгол, Пундуг) — река в Вологодской области России.
Протекает в северо-восточном направлении по территории Сямженского района. Восточнее районного центра — села Сямжа — впадает в реку Сямжену в 32 км от её устья по левому берегу. Длина реки составляет 70 км, площадь водосборного бассейна — 288 км².
Вдоль течения реки расположены населённые пункты Житьёвского сельского поселения, в том числе административный центр поселения — деревня Житьёво.

## Данные водного реестра
По данным государственного водного реестра России относится к Двинско-Печорскому бассейновому округу, водохозяйственный участок реки — озеро Кубенское и реки Сухона от истока до Кубенского гидроузла, речной подбассейн реки — Сухона. Речной бассейн реки — Северная Двина.
Код объекта в государственном водном реестре — 03020100112103000005801.

### Притоки (км от устья)
- 47 км: река Малый Пунгул (пр)